# Natalobatrachus bonebergi
Natalobatrachus bonebergi là một loài ếch thuộc họ Petropedetidae. Chúng là đại diện duy nhất của chi Natalobatrachus và là loài đặc hữu của Nam Phi.
Môi trường sống tự nhiên của chúng là rừng ôn đới và sông ngòi. Chúng hiện đang bị đe dọa hoặc tuyệt chủng vì mất môi trường sống.

## Hình ảnh

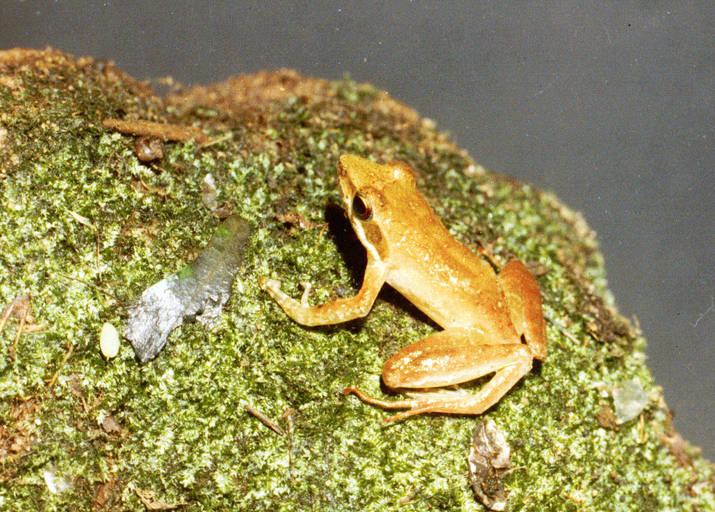